# لیکساید تریس (کالیفرنیا)
لیکساید تریس (به انگلیسی: Lakeside Terrace) یک منطقهٔ مسکونی در ایالات متحده آمریکا است که در شهرستان کالاوراس، کالیفرنیا واقع شده‌است. لیکساید تریس ۱٬۳۲۱ متر بالاتر از سطح دریا واقع شده‌است.